# 什科特岛
什科特島（俄语：Остров Шкота）或萨尔巴西岛（满语：Sarbahi Tun）是位於海參崴以南20公里的彼得大帝灣中的島嶼，属符拉迪沃斯托克城区，得名于海参崴的早期发现者和建设者之一尼古拉·雅科夫列维奇·什科特，面積2.6平方公里，最高點海拔高度146米，該島被落葉林覆蓋，島上無人居住，但经常有游客光临。岛上有一战时期符拉迪沃斯托克要塞的部分遗迹。

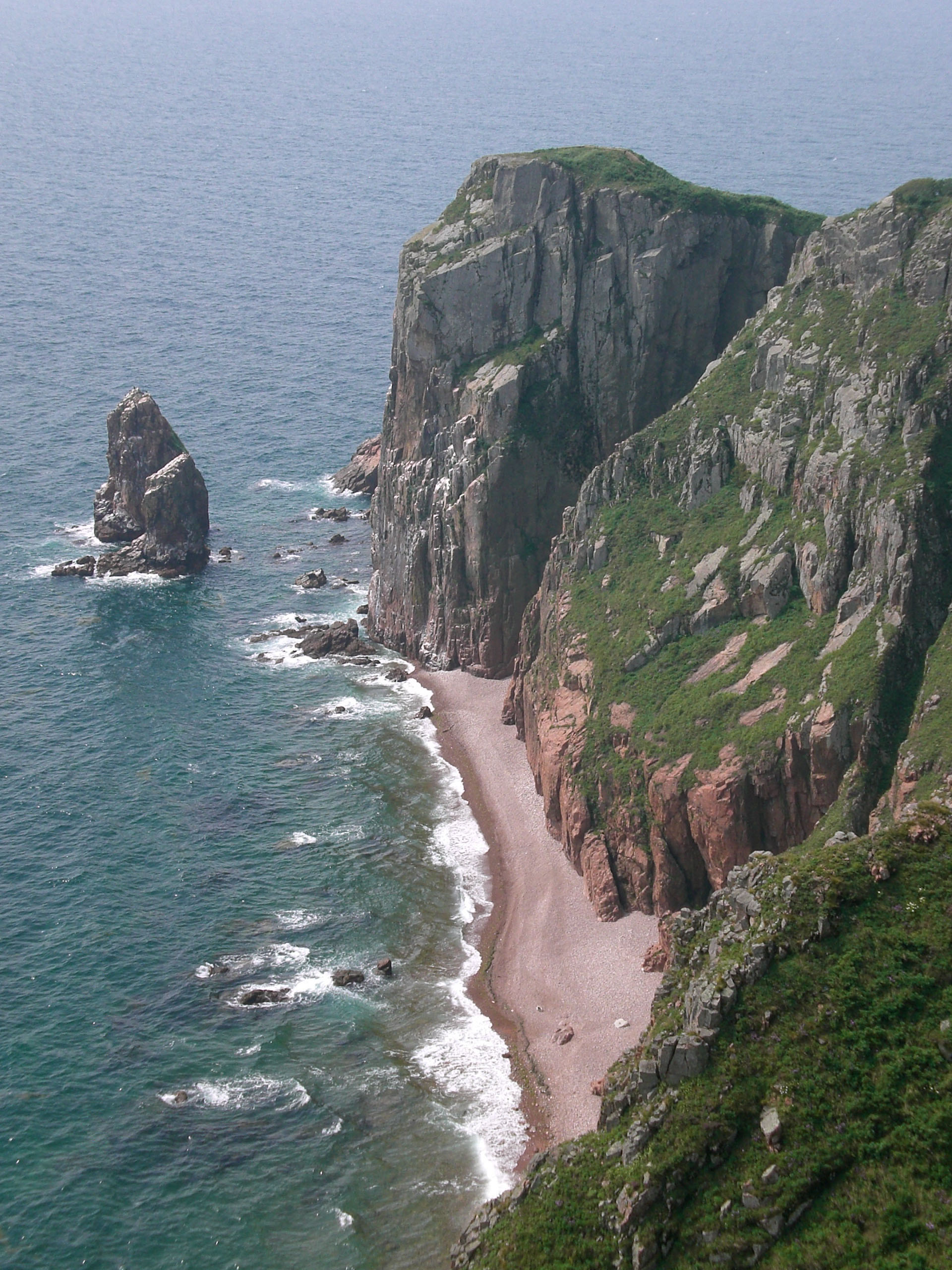
灯塔角
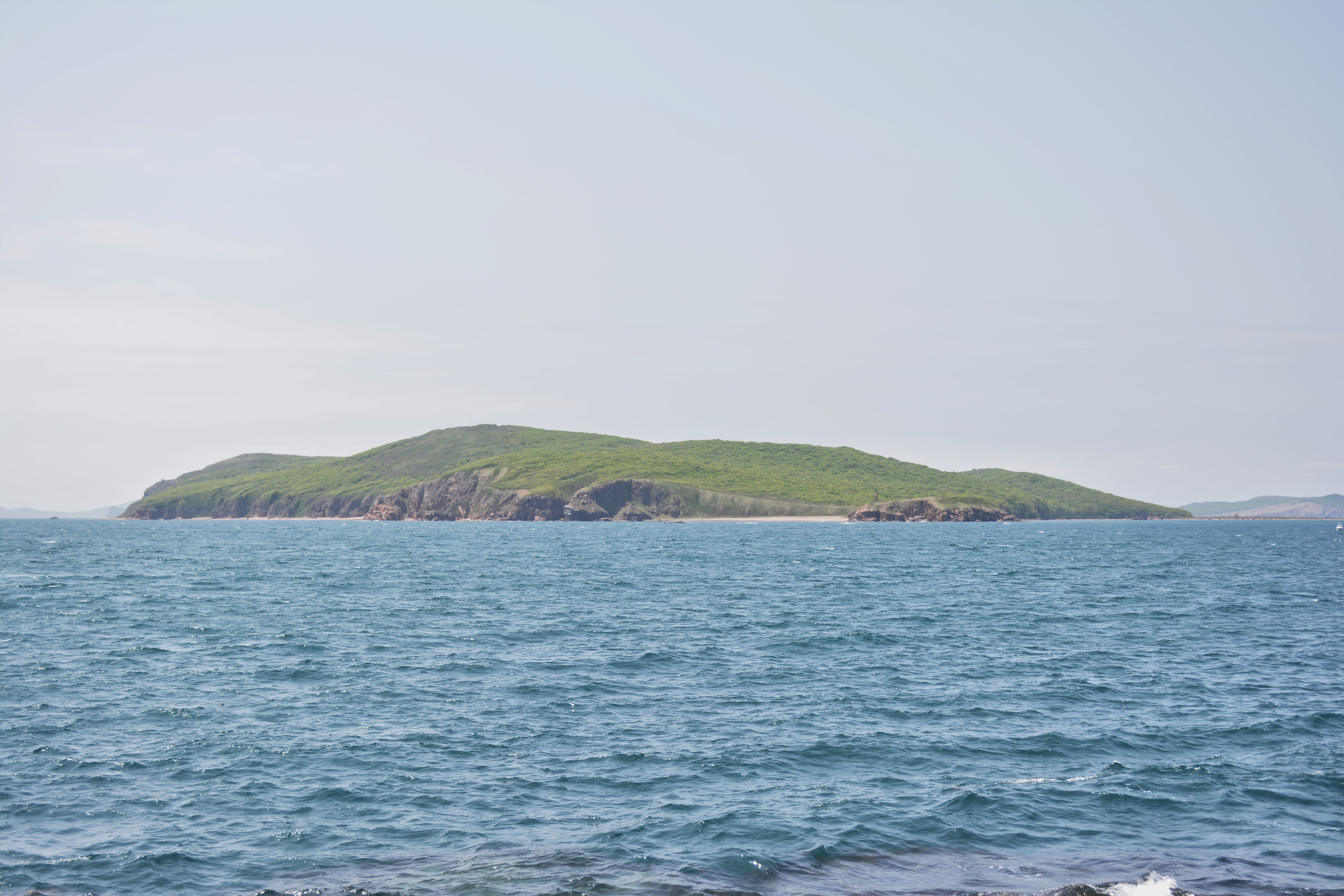
从俄罗斯岛南端看什科特岛